# Henry Oberholzer
Henry Arthur Oberholzer (* 12. April 1893 in London; † 20. März 1953 in Newport, Wales) war ein britischer Turner und Ringer.

## Erfolge
Henry Oberholzer nahm 1912 an den Olympischen Spielen in Stockholm teil und gehörte bei diesen zur britischen Turnriege im Mannschaftsmehrkampf. Dabei traten insgesamt fünf Mannschaften an, die aus 16 bis 40 Turnern bestanden und während des einstündigen Wettkampfs gleichzeitig antreten mussten. Bewertet wurden neben der Ausführung der Übungen an den Geräten auch das Verlassen und der Wechsel der Geräte sowie der Einmarsch zu Beginn. Am Ende wurden anhand eines Durchschnittswerts der einzelnen Nationen die Abschlussplatzierungen ermittelt. Neben den Briten traten auch Turnriegen aus Italien, Ungarn, dem Deutschen Reich und Luxemburg an. Mit 53,15 Punkten setzten sich die Italiener gegen ihre Konkurrenten durch. Die Ungarn erzielten indes 45,45 Punkte und belegten damit vor den drittplatzierten Briten mit 36,90 Punkten den zweiten Platz. Oberholzer gewann somit zusammen mit Albert Betts, William Cowhig, Sidney Cross, Harry Dickason, Herbert Drury, Bernard Franklin, Leonard Hanson, Samuel Hodgetts, Charles Luck, William MacKune, Ronald McLean, Alfred Messenger, Edward Pepper, Edward Potts, Reginald Potts, George Ross, Charles Simmons, Arthur Southern, William Titt, Charles Vigurs, Samuel Walker und John Whitaker die Bronzemedaille.
Oberholzers Vater Rudolf, ein Schweizer, war selbst professioneller Turner gewesen und fungierte 1912 als Trainer der britischen Olympiamannschaft. Mit dem Northampton Polytechnic Institute gewann Oberholzer 1913 den Adams Shield, die britischen Mannschaftsmeisterschaften. Im Ringen gewann er im selben Jahr den britischen Meistertitel im Leichtgewicht. Nachdem er in dieser Gewichtsklasse im Amateurbereich unbesiegt geblieben war, begann Oberholzer professionell mit dem Ringen. Nach seiner aktiven Sportlerkarriere wurde er Turntrainer und -wertungsrichter. 1949 veröffentlichte er ein Buch mit dem Titel Recreative Wrestling.